# Piculus leucolaemus
Piculus leucolaemus là một loài chim trong họ Picidae.